# Pavel Mogilevec
Pavel Sergeevič Mogilevec (in russo Павел Сергеевич Могилевец?; Kingisepp, 25 gennaio 1993) è un ex calciatore russo, di ruolo centrocampista.

## Carriera

### Club
Ha giocato nella massima serie russa con Zenit San Pietroburgo, Rubin e Rostov.

### Nazionale
Ha esordito con la nazionale russa il 26 maggio 2014 nell'amichevole Russia-Slovacchia (1-0).